# Solenanthus micranthus
Solenanthus micranthus är en strävbladig växtart som beskrevs av Harald Harold Udo von Riedl. Solenanthus micranthus ingår i släktet Solenanthus och familjen strävbladiga växter. Inga underarter finns listade i Catalogue of Life.